# Temporada 1987-88 de los Portland Trail Blazers
La temporada 1987-88 fue la deciomoctava de los Portland Trail Blazers en la NBA. La temporada regular acabó con 53 victorias y 29 derrotas, ocupando el cuarto puesto de la conferencia Oeste, clasificándose para los playoffs, en los que cayeron en primera ronda ante los Utah Jazz.

## Elecciones en elDraft
| Ronda | Puesto | Jugador       | Posición | Nacionalidad   | Universidad     |
| ----- | ------ | ------------- | -------- | -------------- | --------------- |
| 1     | 17     | Ronnie Murphy | F        | Estados Unidos | Jacksonville    |
| 2     | 30     | Nikita Wilson | PF       | Estados Unidos | Louisiana State |
| 3     | 63     | Kevin Gamble  | SF/SG    | Estados Unidos | Iowa            |

## Temporada regular
| División Pacífico        | División Pacífico | División Pacífico | División Pacífico | División Pacífico | División Pacífico | División Pacífico | División Pacífico | División Pacífico |
| Equipo                   | G                 | P                 | %                 | PD                | Casa              | Fuera             | Div               |                   |
| ------------------------ | ----------------- | ----------------- | ----------------- | ----------------- | ----------------- | ----------------- | ----------------- | ----------------- |
| y-Los Angeles Lakers     | 62                | 20                | .756              | –                 | 36–5              | 26–15             | 23–7              |                   |
| x-Portland Trail Blazers | 53                | 29                | .646              | 9                 | 33–8              | 20–21             | 23–7              |                   |
| x-Seattle SuperSonics    | 44                | 38                | .537              | 18                | 32–9              | 12–29             | 19–11             |                   |
| Phoenix Suns             | 28                | 54                | .341              | 34                | 22–19             | 6–35              | 11–19             |                   |
| Golden State Warriors    | 20                | 62                | .244              | 42                | 16–25             | 4–37              | 7–23              |                   |
| Los Angeles Clippers     | 17                | 65                | .207              | 45                | 14–27             | 3–38              | 7–23              |                   |

## Playoffs

### Primera ronda
Portland Trail Blazers vs. Utah Jazz 
| Fecha       | Partido                                   | Ciudad         |
| ----------- | ----------------------------------------- | -------------- |
| 28 de abril | Portland Trail Blazers 108, Utah Jazz 96  | Portland       |
| 30 de abril | Portland Trail Blazers 105, Utah Jazz 114 | Portland       |
| 4 de mayo   | Utah Jazz 113, Portland Trail Blazers 108 | Salt Lake City |
| 6 de mayo   | Utah Jazz 111, Portland Trail Blazers 96  | Salt Lake City |
|             | Utah Jazz gana las series 3-1             |                |

## Estadísticas
| Rk | Jugador          | Edad | P  | PT | MP   | TC   | TCI  | %TC  | T3  | T3I | %T3  | TL  | TLI | %TL  | RO  | RD  | RT  | AS   | RB  | TAP | BP  | FP  | PTS  |
| -- | ---------------- | ---- | -- | -- | ---- | ---- | ---- | ---- | --- | --- | ---- | --- | --- | ---- | --- | --- | --- | ---- | --- | --- | --- | --- | ---- |
| 1  | Clyde Drexler    | 25   | 81 | 80 | 37.8 | 10.5 | 20.7 | .506 | 0.1 | 0.6 | .212 | 5.9 | 7.2 | .811 | 3.2 | 3.4 | 6.6 | 5.8  | 2.5 | 0.6 | 2.9 | 3.1 | 27.0 |
| 2  | Jerome Kersey    | 25   | 79 | 75 | 36.6 | 7.7  | 15.5 | .499 | 0.0 | 0.2 | .200 | 3.7 | 5.0 | .735 | 2.7 | 5.6 | 8.3 | 3.1  | 1.6 | 0.8 | 2.0 | 3.8 | 19.2 |
| 3  | Terry Porter     | 24   | 82 | 82 | 36.5 | 5.6  | 10.9 | .519 | 0.3 | 0.8 | .348 | 3.3 | 4.0 | .846 | 0.8 | 3.8 | 4.6 | 10.1 | 1.8 | 0.2 | 3.0 | 2.5 | 14.9 |
| 4  | Kevin Duckworth  | 23   | 78 | 50 | 28.5 | 5.8  | 11.6 | .496 | 0.0 | 0.0 |      | 4.2 | 5.5 | .770 | 2.9 | 4.5 | 7.4 | 0.8  | 0.4 | 0.4 | 2.3 | 3.6 | 15.8 |
| 5  | Kiki Vandeweghe  | 29   | 37 | 7  | 28.1 | 7.6  | 15.1 | .508 | 0.6 | 1.6 | .379 | 4.3 | 4.9 | .878 | 1.0 | 2.0 | 2.9 | 1.9  | 0.6 | 0.2 | 1.3 | 1.8 | 20.2 |
| 6  | Steve Johnson    | 30   | 43 | 33 | 24.4 | 6.0  | 11.3 | .529 | 0.0 | 0.0 | .000 | 3.4 | 5.8 | .586 | 2.0 | 3.7 | 5.6 | 1.3  | 0.4 | 0.7 | 2.8 | 3.5 | 15.4 |
| 7  | Caldwell Jones   | 37   | 79 | 77 | 22.5 | 1.6  | 3.3  | .487 | 0.0 | 0.1 | .000 | 1.0 | 1.3 | .736 | 1.3 | 3.8 | 5.2 | 1.0  | 0.4 | 1.3 | 1.0 | 3.2 | 4.2  |
| 8  | Richard Anderson | 27   | 62 | 3  | 20.9 | 2.6  | 6.7  | .387 | 0.7 | 2.2 | .311 | 0.9 | 1.2 | .750 | 1.3 | 3.3 | 4.6 | 1.7  | 0.8 | 0.3 | 1.0 | 2.1 | 6.7  |
| 9  | Maurice Lucas    | 35   | 73 | 0  | 16.3 | 2.3  | 5.1  | .450 | 0.0 | 0.0 | .000 | 1.5 | 2.0 | .736 | 1.4 | 2.9 | 4.3 | 1.3  | 0.5 | 0.1 | 1.0 | 2.6 | 6.1  |
| 10 | Michael Holton   | 26   | 82 | 2  | 15.6 | 2.0  | 4.3  | .462 | 0.0 | 0.2 | .200 | 1.3 | 1.6 | .829 | 0.6 | 1.2 | 1.8 | 2.6  | 0.5 | 0.1 | 1.0 | 1.9 | 5.3  |
| 11 | Jim Paxson       | 30   | 17 | 1  | 15.5 | 2.5  | 6.3  | .402 | 0.2 | 0.5 | .375 | 0.8 | 1.1 | .778 | 0.5 | 0.6 | 1.1 | 1.6  | 0.4 | 0.1 | 0.6 | 1.7 | 6.1  |
| 12 | Jerry Sichting   | 31   | 28 | 0  | 11.6 | 1.8  | 3.2  | .544 | 0.3 | 0.5 | .571 | 0.3 | 0.4 | .818 | 0.1 | 0.4 | 0.5 | 1.2  | 0.3 | 0.0 | 0.3 | 1.1 | 4.1  |
| 13 | Charles Jones    | 26   | 37 | 0  | 5.0  | 0.4  | 1.1  | .400 | 0.0 | 0.0 | .000 | 0.5 | 0.9 | .576 | 0.3 | 0.5 | 0.8 | 0.2  | 0.1 | 0.2 | 0.3 | 0.8 | 1.4  |
| 14 | Ronnie Murphy    | 23   | 18 | 0  | 4.9  | 0.8  | 2.7  | .286 | 0.1 | 0.2 | .250 | 0.4 | 0.6 | .636 | 0.3 | 0.3 | 0.6 | 0.3  | 0.3 | 0.1 | 0.4 | 0.8 | 2.0  |
| 15 | Nikita Wilson    | 23   | 15 | 0  | 3.6  | 0.5  | 1.5  | .304 | 0.0 | 0.0 |      | 0.3 | 0.4 | .833 | 0.1 | 0.6 | 0.7 | 0.2  | 0.0 | 0.0 | 0.3 | 0.5 | 1.3  |
| 16 | Kevin Gamble     | 22   | 9  | 0  | 2.1  | 0.0  | 0.3  | .000 | 0.0 | 0.1 | .000 | 0.0 | 0.0 |      | 0.2 | 0.1 | 0.3 | 0.1  | 0.2 | 0.0 | 0.2 | 0.2 | 0.0  |

## Galardones y récords
| Jugador         | Galardón                              |
| Clyde Drexler   | 2.º Mejor quinteto de la NBA All-Star |
| Kevin Duckworth | Jugador más mejorado de la NBA        |